# 센스 Q1B
센스 Q1B(Sens Q1B)는 삼성전자가 2006년 11월 30일에 출시한 울트라 모바일 PC이다.